# 坊ァ墓
坊ァ墓（ぼうぁはか）は、宮城県南三陸町にある地蔵のこと。

なおこの「坊ァ墓」は私有地にあるので、見学の際に許可が必要である。

## 歴史
平安時代、宮城県田束山の西と東は行場として、修行僧が頻繁に訪れる場であった。西の行場は現在のつつじ園付近の谷、東の行場は現在の滝の沢大滝、穴滝、蜘蛛滝付近である。この坊ァ墓は東の行場の滝の沢大滝で水垢離をしていた若い僧が死亡したことにより建立された。

## 坊が死亡するまでの経緯

### 行場から助けられるまで
東の行場、特に滝の沢大滝はとても常人では行き着くのが大変な場所だったと言われる。水垢離をするには山上から藤蔓を頼りに谷へと下る方法しかなかった。一人の修行僧が葛藤の蔓につかまり、滝の沢大滝へ下る途中、そこに隣町の小泉のきこりが通りかかり、周囲に人が居ないのを確認して修行僧が頼りにしていた葛藤蔓を面白半分に持っていた鉈で切ってしまった。なす術がない修行僧は滝壺に叩きつけられ満身創痍にはなったが、大雨の後だった為に滝壺で気絶し、そのまま下流の樋の口に流れついた。そこで樋の口の樵が傷だらけの修行僧を発見する。

### 救助後
樋の口の樵が傷だらけの修行僧を発見後、衣服が僧の格好であったため田束山のお坊さんだろうとは判明するも、一人では水から引き揚げるのが精一杯であった。その後、樋の口にいったん引き返し、村人の助けを求める。多くの村人が修行僧のもとに戻るが骨折はひどく、切り傷もひどいためその場からとても動かすことができなかった。そこでその場に小屋を作った。屋根には茅葺、小屋の周囲も茅で囲いを作り、入口には莚をつるし炉を切って焚き火をし、藁を持って来てしとねを作って寝かせた。

### 村人の介抱
村人総出の介抱の結果、数日後に修行僧は目を覚まし、小さい声で「ありがとう」と何度も感謝の言葉を発し涙を流したという。しかし、あまりにも深い傷を負っていたため、目が覚めてから数日後、危篤状態になる。しかし修行僧はこう言った。以下は史料からの引用。

いずくとも知れぬ、かかる不遇の身の某（それがし）を、御部落の方々は、親身も及ばぬ看護をして下され感謝の言葉も御座らぬ。この御恩報じたいは山々なれど、もう余命はいくばくもあり申さぬ。このうえはせめて今後樋の口沢に火難の起こらぬよう、念力をもって草葉の陰から御祈り申す。
--歌津町史 4.民俗 10.口碑・伝承 3.坊ァ墓

以下は現代訳。
「死ぬ間際に人の情の暖かさを知った。お礼はしたいが、残された命はわずかしかない。せめて全身全霊でこの樋の口に火災が起きぬよう守り続ける。」
こう言うと念仏を唱えながら亡くなった。そこで村人がねんごろに弔い供養のために建立したのがこの地蔵である。僧のおかげか樋の口に火災は起きていない一方、面白半分に蔦を切った樵のいる小泉は火災が絶えなかったという。

## 坊ァ墓という名前の由来
前述した様に、修行僧が多く訪れた行場での出来事であり、行場中の坊が死亡した事で建立された墓である。「ぼうぁ」というのは当時の方言ではないかと言われる。

## 首なし地蔵になった理由
江戸時代の末期、元治、慶応の頃にこの地蔵の前を通りかかった博打打ちが『地蔵の頭を持っていれば博打に勝つ』という縁起を担いで地蔵の頭を持ち去ったために現在のような姿になったとされる。

## ミュージカル化
地元の伊里前小学校の創作ミュージカルによりミュージカル化された。